# Leichtathletik-Weltmeisterschaften 2022/Teilnehmer (Iran)
| Gelbes Symbol für Goldmedaillen mit stilisierten Olympischen Ringen | Graues Symbol für Silbermedaillen mit stilisierten Olympischen Ringen | Braundes Symbol für Bronzemedaillen mit stilisierten Olympischen Ringen |
| ------------------------------------------------------------------- | --------------------------------------------------------------------- | ----------------------------------------------------------------------- |
| –                                                                   | –                                                                     | –                                                                       |

Der Leichtathletikverband des Iran nominierte zwei männliche Athleten für die Leichtathletik-Weltmeisterschaften 2022 in Eugene: Mahdi Pirjahan (400 Meter Hürden) und Ehsan Hadadi (Diskuswurf). Beide nahmen jedoch nicht an den Wettbewerben teil.